# Ligne 1 du tramway de Bâle
La ligne 1 du tramway de Bâle est une des treize lignes du tramway de Bâle. Cette première ligne suisse, dont le premier tronçon a été ouvert le 6 mai 1895, relie aujourd'hui la station Dreirosenbrücke au nord, à la station Gare CFF, au sud. Elle est aussi composée de 7 stations intermédiaires allant de la gare CFF à la station de la gare badoise de la ville. Avec une longueur de 7 kilomètres, elle constitue une voie de communication nord-sud majeure pour la ville de Bâle.

## Histoire

### Chronologie
- 6 mai 1895 : inauguration du tramway de Bâle et de la ligne 1 parcourant le premier tronçon Centralbahnplatz - Badischer Bahnhof ;
- 10 septembre 1903 : prolongement à l'ouest jusqu'à Missionsstrasse ;
- 29 juillet 1904 : prolongement à l'ouest jusqu'à Kannenfeldplatz ;
- 24 juin 1907 : la ligne 1 et la ligne 2 s'échangent leur tronçon respectif. La ligne 1 parcourt donc le tronçon Tellplatz - Badischer Bahnhof ;
- 14 septembre 1913 : la station Badischer Bahnhof change complètement tout comme la gare. L'ancienne station était située à l'emplacement actuel de Messeplatz ;
- 8 juin 1915 : la ligne 1 reprend son parcours de 1895 échangeant en partie avec la ligne 4 ;
- 1er octobre 1919 : prolongement à l'est jusqu'à Riehen Dorf (sur demande) ;
- 1er juin 1923 : la station Centralbahnplatz prend son nom actuel de Bahnhof SBB. Le tronçon Schifflände - Badischer Bahnhof passe désormais par le Johanniter Brücke et non plus le Mittlere Brücke. Enfin, la prolongation de Badischer Bahnhof - Riehen Dorf est laissée à la ligne 7 ;
- 15 juillet 1924 : la ligne 1 reprend une partie de son tracé de 1904 et donc celui de la ligne 2 puisqu'elle parcourt le tronçon Lysbüchel - Bahnhof SBB ;
- 5 juin 1925 : la ligne est encore plus ressemblante au tracé de 1904 puisqu'une prolongation (sur demande) est désormais existante sur le tronçon Bahnhof SBB - Badischer Bahnhof ;
- 22 mai 1932 : la prolongation de 1925 est abandonnée. Autrement dit, c'est le retour au tracé précédent de 1924 ;
- 20 décembre 1934 : prolongement au nord-est jusqu'à Munstermesse via le nouveau pont, le Dreirosenbrücke ;
- 2 septembre 1939 : la Seconde Guerre mondiale va provoquer l'abandon du tronçon Dreirosenbrücke - Munstermesse. D'ailleurs, toutes les lignes qui desservaient le Munstermesse ont abandonné le tronçon jusqu'à ce lieu.
- 6 juin 1945 : 2 jours avant l'armistice, un prolongement est créé au sud-est jusqu'à Schifflände ;
- 27 mai 1946 : réouverture de la section Dreirosenbrücke - Munstermesse ;
- 5 mai 1947 : prolongation au nord de Schifflände à Kleinhüningen, tronçon utilisé en partie par la ligne 4 ;
- 18 mai 1949 : abandon de la prolongation nord qui est prise en partie par la ligne 24 ;
- 29 octobre 1951 : abandon de la section Bahnhof SBB - Schifflände qui est reprise en partie par la ligne 7 ;
- 16 octobre 1972 : la ligne 1 forme un circuit partant de Munstermesse et allant vers cette dernière via Dreirosenbrücke, Brausebad, Bahnhof SBB et Claraplatz dans le sens inverse des aiguilles d'une montre, l'autre sens étant la ligne 4 ;
- 3 juin 1984 : la ligne continue son circuit mais dans les deux sens puisque la ligne 4 disparaît ;
- 3 janvier 1985 : le circuit s'arrête en raison de l'abandon du tronçon Schifflände - Munstermesse. La ligne reprend son tracé de 1946 ;
- De 1996 à 1999 : suppression du tronçon Dreirosenbrücke - Munstermesse pendant la durée de la première phase des travaux de la Tangente Nord ;
- Du 3 juillet 2000 au 14 août 2000 : prolongation au nord jusqu'à St-Louis Grenze pour remplacer la ligne 11 partiellement en travaux ;
- 30 juin 2001 : la ligne emprunte une grande partie du circuit de 1984 en abandonnant le tronçon Dreirosenbrücke - Munstermesse et le tronçon Bahnhof SBB - Schifflände. Un prolongement (sur demande) est créé de Bahnhof SBB à Badischer Bahnhof via Messeplatz, le nouveau nom de Munsterhalle ;
- Du 2 septembre 2002 au 14 octobre 2002 : en raison de travaux sur la Voltaplatz, la ligne 1 et la ligne 11 échangent une partie de leurs tronçons. La ligne 1 passe à la ligne 11 le tronçon Voltaplatz - Dreirosenbrücke et la 11 passe à la 1 le tronçon Voltaplatz - St-Louis Grenze.

### Naissance de la ligne
La première ligne de tram de Bâle liait à partir de 1895 les deux gares de cette époque-là, la gare badoise, qui était à la place actuelle de la Mustermesse, et la Centralbahnhof (aujourd'hui la gare CFF). Le 10 septembre 1903, le chemin était ouvert le long du chemin de fer alsacien sur le viaduc reconstruit via Spalenring jusqu'à Missionsstrasse, qui est maintenant la Burgfelderplatz, et était prolongé l'année suivante jusqu'à la Kannenfeldplatz. En 1901, le chemin de fer alsacien a reçu un nouveau tracé de la voie vers la sortie de la ville. Entre le 24 juin 1906 et le 7 juin 1915, la ligne se dirigeait dans la Güterstrasse pour l'entrée temporaire de la gare CFF puis entre 1923 et 1924, elle se dirigeait vers la Johanniterbrücke. Le 15 juillet 1924, la ligne revenait de nouveau sur le Mittlere Brücke. Pendant 75 ans, les arrêts de la ligne étaient souvent changés, dans la ligne circulait de la façon suivante : Gare badoise - Dreirosenbrücke - Brausebad - Gare CFF (-Schifflände). Après l'ouverture du Dreirosenbrücke en 1934, c'est la fin des trams avec pneus et le début de l'électrification des trams. La ligne était déplacée de la St. Johannbahnhof jusqu'à la Voltaplatz à cause de la construction du viaduc Luzernerringviadukt en 1963 dans la Gasstrasse. Entre 1972 et 1985, la ligne 1 allait de la Mustermesse puis revenait dans cette même station mais à partir de la Claraplatz.
Entre 1907 et 1915, quand la ligne 1 allait temporairement dans le quartier de la Gundeldinger, une liaison existait avec la ligne 5 de cette époque-là : dès le Tellplatz, les voitures de la ligne 1 se transformait en une voiture de la ligne 5.

### De1924jusqu'en1934
De 1924 jusqu'à 1934, la ligne 1 circulait entre la Centralbahnplatz et le Lysbüchel. Sur toute la ligne de 1931, la longueur de la ligne est de 3 460 mètres. La durée du voyage était de 13 minutes, et plus 3 minutes pour ceux qui venaient de Lysbüchel et 1 minute pour ceux qui venaient de la Centralbahnplatz. Pendant 30 minutes, 5 lignes de trams étaient nécessaires pour tourner tous les 6 minutes.

## Tracé et stations

Plan de la ligne.

### Liste des stations
|  |   |  | Stations           | Lat/Long                        | Communes desservies | Correspondances                     |
|  | - |  | ------------------ | ------------------------------- | ------------------- | ----------------------------------- |
|  | ↑ |  | Ligne 14           |                                 |                     |                                     |
|  | ■ |  | Dreirosenbrücke    | 47° 34′ 14,5″ N, 7° 35′ 22,2″ E | Bâle                | 8 14 17 21                          |
|  | • |  | Novartis Campus    | 47° 34′ 14,7″ N, 7° 34′ 52,8″ E | Bâle                | 21                                  |
|  | • |  | Voltaplatz         | 47° 34′ 15,2″ N, 7° 34′ 34,8″ E | Bâle                | 11 21                               |
|  | • |  | Bahnhof St.Johann  | 47° 34′ 13,5″ N, 7° 34′ 22,6″ E | Bâle                | 21 S1 - TER Alsace                  |
|  | • |  | Kannenfeldplatz    | 47° 33′ 56″ N, 7° 34′ 24,1″ E   | Bâle                |                                     |
|  | • |  | Burgfelderplatz    | 47° 33′ 44,2″ N, 7° 34′ 25,7″ E | Bâle                | 3                                   |
|  | • |  | Hegenheimerstrasse | 47° 33′ 36,9″ N, 7° 34′ 27,7″ E | Bâle                |                                     |
|  | • |  | Birmannsgasse      | 47° 33′ 26,8″ N, 7° 34′ 30,5″ E | Bâle                |                                     |
|  | • |  | Brausebad          | 47° 33′ 19,1″ N, 7° 34′ 32,9″ E | Bâle                | 6                                   |
|  | • |  | Schützenhaus       | 47° 33′ 12,3″ N, 7° 34′ 37,2″ E | Bâle                | 8                                   |
|  | • |  | Zoo Bachletten     | 47° 33′ 03″ N, 7° 34′ 49,9″ E   | Bâle                | 8                                   |
|  | • |  | Markthalle         | 47° 32′ 56,1″ N, 7° 35′ 09,7″ E | Bâle                | 2 8 E11 16                          |
|  | ■ |  | Bahnhof SBB/SNCF   | 47° 32′ 53,9″ N, 7° 35′ 25,2″ E | Bâle                | 2 8 10 11 S1 S3 S6 - grandes lignes |
|  | • |  | Kirschgarten       | 47° 33′ 05,8″ N, 7° 35′ 27,8″ E | Bâle                | 2                                   |
|  | • |  | Bankverein         | 47° 33′ 13,4″ N, 7° 35′ 31,6″ E | Bâle                | 2 3 8 10 11 E11 14 15               |
|  | • |  | Kunstmuseum        | 47° 33′ 15,9″ N, 7° 35′ 38,5″ E | Bâle                | 2 15                                |
|  | • |  | Wettsteinplatz     | 47° 33′ 32,8″ N, 7° 35′ 53,6″ E | Bâle                | 2 15                                |
|  | • |  | Messeplatz         | 47° 33′ 49,8″ N, 7° 36′ 03,8″ E | Bâle                | 2 6 14 15 21                        |
|  | • |  | Gewerbeschule      | 47° 33′ 52,8″ N, 7° 36′ 11,9″ E | Bâle                | 2 6 21                              |
|  | ■ |  | Badischer Bahnhof  | 47° 33′ 58,6″ N, 7° 36′ 27,2″ E | Bâle                | 2 6 21 S6 grandes lignes            |

Les stations en italique sont uniquement desservies en heure de pointe

### Stations ayant changé de nom

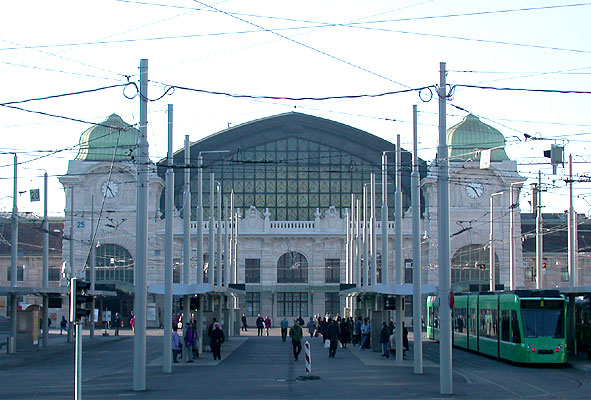
La station Bahnhof SBB s'appelait avant le 1 juin 1923 Centralbahnplatz.

Sur les 20 stations de la ligne, 15 (les trois-quarts) ont changé de nom au fil des ans :
- Horburgstrasse est devenue Dreirosenbrücke en 1966 ;
- Dreirosenbrücke est devenue en 1966 St. Johann Hafen, puis Sandoz dans les années 1970, et enfin Novartis Campus depuis le 31 octobre 2003 ;
- Voltastrasse est devenue Voltaplatz en 1966 ;
- St.Johannbahnhof est devenue Gasstrasse le 12 juin 1963 puis Bahnhof St. Johann en 2009 (entre décembre 2008 et mars 2009 : Entenweidstrasse) ;
- Missionsstrasse est devenue Burgfelderplatz dans les années 1960 ;
- Hägenheimerstrasse est devenue Hegenheimerstrasse en 1918 puisque Hégenheim est redevenu français à cette même date ;
- Bundesstrasse est devenue Schützenhaus ;
- Bachlettenstrasse est devenue Steinenring à la fin des années 1920 puis Zoo Bachletten depuis ??? ;
- Margarethenbrücke est devenue Markthalle à la fin des années 1920 ;
- Centralbahnplatz est devenue Bahnhof SBB le 1er juin 1923 ;
- Klosterberg est devenue Kirschgarten dans les années 1950 ;
- Handelsbank est devenue Bankverein en ??? (pendant une courte durée : Bankenplatz) ;
- Rittergasse est devenue Kunstmuseum en 1936 à la suite de l'ouverture du musée d'art ;
- Badischer Bahnhof est devenue Munstermesse le 14 septembre 1913 puis Messeplatz depuis le 30 juin 2001 ;
- Sandgrubenstrasse est devenue Rosentalstrasse en 1930 puis Gewerbeschule dans les années 1960 à cause de la construction de cette école.

### Raccordements
La ligne compte douze raccordements avec le reste du réseau. Autrement dit, la ligne 1 rencontre toutes les autres lignes du réseau.
- avec la ligne 2 de la station Markthalle jusqu'au terminus de la ligne 1, Badischer Bahnhof.
- avec la ligne 3 aux stations Burgfelderplatz et Bankverein.
- avec la ligne 6 à la station Brausebad et de la station Messeplatz jusqu'au terminus de la ligne 1, Badischer Bahnhof.
- avec la ligne 8 aux stations Dreirosenbrücke et Bankverein et de la station Schützenhaus à la station Bahnhof SBB.
- avec la ligne 10 aux stations Bahnhof SBB et Bankverein.
- avec la ligne 11 aux stations Voltaplatz, Bahnhof SBB et Bankverein.
- avec la ligne E11 aux stations Markthalle et Bankverein
- avec la ligne 14 aux stations Dreirosenbrücke, Bankverein et Messeplatz.
- avec la ligne 15 de la station Bankverein à la station Messeplatz.
- avec la ligne 16 à la station Markthalle.
- avec la ligne 17 à la station Dreirosenbrücke.
- avec la ligne 21 de la station Dreirosenbrücke à la station Bahnhof St. Johann et de la station Messeplatz au terminus des deux lignes, Badischer Bahnhof.

## Exploitation

### Desserte
En 2009, le parcours complet de la ligne demande dix-huit minutes. Comme sur toutes les principales lignes du tram bâlois, le premier départ a lieu de la tête de ligne à 4 h 39. Toutefois, dans le sens sud-nord, une première circulation est effectuée au départ de Kannenfeldplatz à 5 h 02 qui précède de douze minutes la première ligne venant de Bahnhof SBB ; dans le sens nord-sud, une première circulation est effectuée au départ de Dreirosenbrücke à 5 h 06 qui précède de dix-sept minutes la première ligne venant aussi de Dreirosenbrücke. Le dernier départ a lieu à 0 h 20 à Bahnhof SBB et à 0 h 16 à Dreirosenbrücke. Il est fixé à 0 h 20 à Bahnhof SBB et à 0 h 27 à Dreirosenbrücke les nuits des samedis aux dimanches et des veilles de fête aux jours de fête.
L'intervalle moyen entre les lignes est de sept à huit minutes en journée, de quinze minutes en extrême soirée, de trois à dix minutes le dimanche en journée et de quinze minutes les nuits des samedis aux dimanches et des veilles de fête aux jours de fête après 18 h 45.

## Tourisme

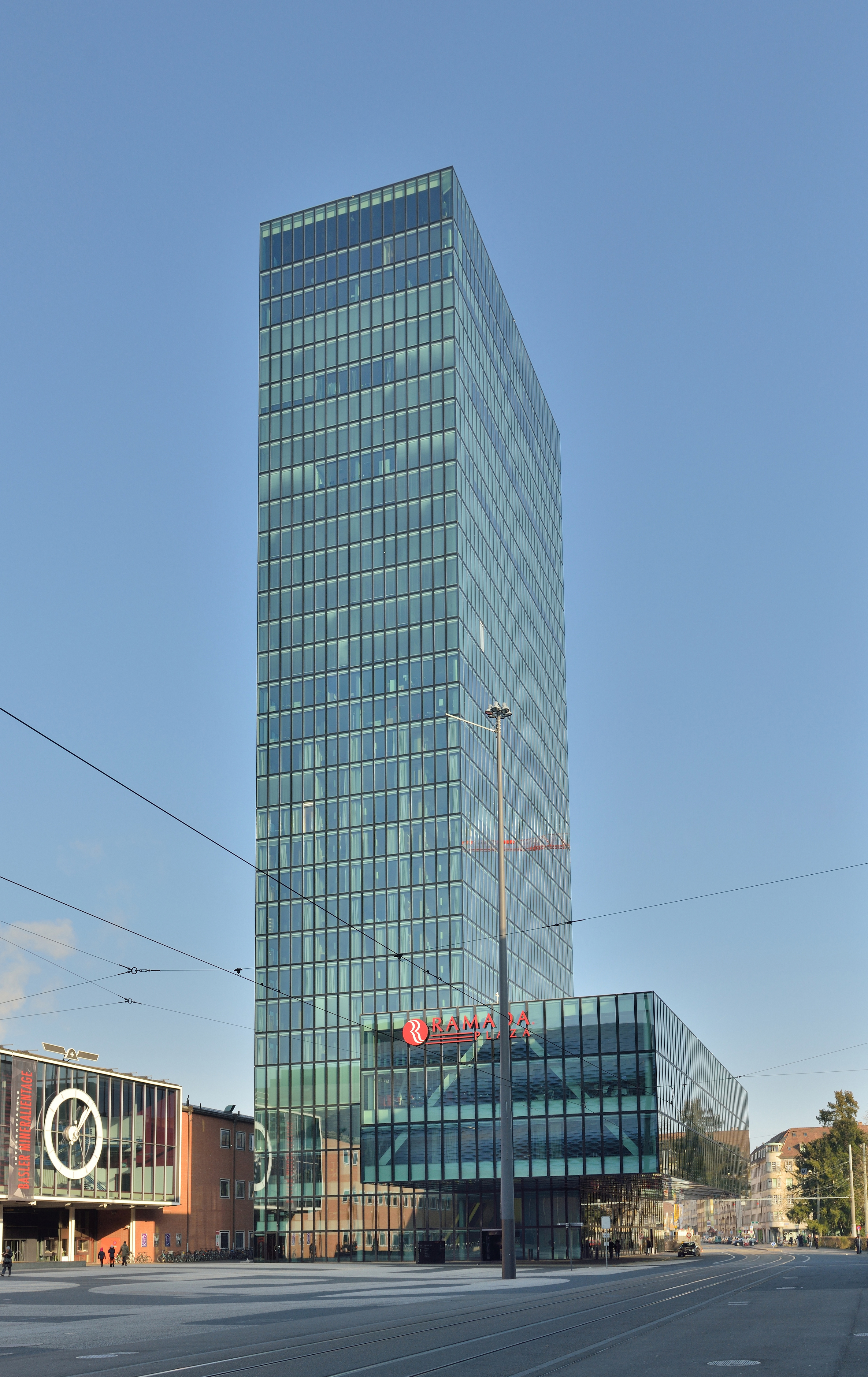
La Messeturm, le deuxième plus haut gratte-ciel de Suisse, est desservi par la station Messeplatz.

La ligne 1 contourne le centre-ville et donc, ne pénètre pas à l'intérieur du Vieux-Bâle. Toutefois, elle dessert un certain nombre de lieux importants économiquement ou touristiquement pour Bâle :
- le Dreirosenbrücke (en français : Pont des Trois Roses) par la station Dreirosenbrücke pour le côté est et la station Novartis Campus pour le côté ouest ;
- le campus Novartis par la station Novartis Campus ;
- la gare de Bâle-Saint-Jean par la station Bahnhof St. Johann ;
- le Kannenfeldpark (Parc Kannenfeld) et l'Antoniuskirche (Église Saint-Antoine) ;
- le Schützenmattpark (Parc Schützenmatt) par la station Schützenhaus ;
- le Zoo de Bâle et la Pauluskirche (Église Saint-Paul) par la station Zoo Bachletten ;
- la gare CFF et la gare SNCF par la station Bahnhof SBB ;
- l'Elisabethenkirche (Église Sainte-Élisabeth) par la station Kirschgarten ou Bankverein ;
- le Kunstmuseum (Musée d'art) et l'Antikenmuseum (Musée des antiquités) par la station Kunstmuseum ;
- le Wettsteinbrücke (Pont Wettstein) par la station Kunstmuseum pour le côté sud et la station Wettsteinplatz pour le côté nord ;
- la Theodorskirche (Église Saint-Théodore) par la station Wettsteinplatz ;
- la Messeplatz (Place du palais des congrès) et le Messeturm (Tour du centre des congrès) par la station Messeplatz ;
- la gare badoise de Bâle par la station Badischer Bahnhof.